# Calabasas Pro Tennis Championships 2004
Il Calabasas Pro Tennis Championships 2004 è stato un torneo di tennis facente parte della categoria ATP Challenger Series nell'ambito dell'ATP Challenger Series 2004. Il torneo si è giocato a Calabasas negli Stati Uniti dal 5 all'11 aprile 2004 su campi in cemento.

## Vincitori

### Singolare
Ivo Karlović ha battuto in finale  Alex Bogomolov Jr. con il punteggio di 7–6(3), 6–3

### Doppio
Graydon Oliver /  Travis Parrott hanno battuto in finale  Ivo Klec /  Robert Lindstedt con il punteggio di 7–5, 6–3